# Южная стратегия
В контексте истории США южная стратегия (англ. Southern strategy) — избирательная стратегия Республиканской партии по увеличению поддержки среди белых избирателей в южных штатах путем косвенного обращения к их расизму в отношении афроамериканцев. Поскольку движение за гражданские права и отмена законов Джима Кроу в 1950-х и 1960-х годах заметно усилили существующую расовую напряженность на большей части юга, политики-республиканцы, в частности кандидаты в президенты Ричард Никсон и Барри Голдуотер, разработали стратегию, которая успешно способствовала тому, что многие белые консервативные избиратели юга, традиционно поддерживавшие Демократическую партию (монолитный юг) перешли к голосованию за республиканцев. Выиграв весь юг, кандидат в президенты мог выиграть с минимальной поддержкой в других местах. Одним из результатом использования южной стратегии стало смещение республиканской партии вправо.
Южная стратегия предполагает, что лидеры республиканцев сознательно апеллировали к расовым предрассудкам многих белых южан, чтобы получить их поддержку, что преобразило политику юга после эры борьбы за гражданские права. Ученые единодушны в том, что расовый консерватизм имел решающее значение в перестройке Республиканской и Демократической партий после Закона о гражданских правах, хотя некоторые аспекты этой точки зрения не разделяются всем научным сообществом.
Распространившееся представление о том, что Республиканская партия служила «орудием сторонников превосходства белой расы на Юге», особенно во время президентской кампании Голдуотера в 1964 и выборов 1968 и 1972 годов, затруднило для Республиканской партии получение поддержки со стороны чернокожих избирателей на Юге в последующие годы. В 2005 году председатель Национального комитета Республиканской партии Кен Мельман официально извинился перед Национальной ассоциацией содействия прогрессу цветного населения (NAACP) за использование расовой поляризации для победы на выборах и за игнорирование чернокожих.